# Jacques Rancourt
 (décembre 2019).
Jacques Rancourt, né à Lac-Mégantic au Québec en avril 1946, est un poète, essayiste et traducteur. Il vit à Paris depuis 1971.

## Biographie
Jacques Rancourt a fait ses études primaires et secondaires à Lac-Mégantic puis à Sherbrooke, avant de retourner enseigner pendant deux ans dans sa ville natale.
Il a entamé en 1968 des études de lettres à l'université Laval, poursuivies à Paris X Nanterre avec un mémoire de maîtrise sur le revue française de poésie Le Pont de l'épée, puis terminées à la Sorbonne avec un doctorat sur la poésie africaine et antillaise de langue française, sous la direction de Michel Décaudin.
Il a participé à la rédaction de La poésie contemporaine de langue française depuis 1945,, panorama dirigé par Serge Brindeau et paru en 1973, dont il a assuré la partie québécoise. Ont suivi plusieurs essais et anthologies consacrés à la poésie de langue française.
Son premier recueil, La journée est bien partie pour durer, a été publié en 1974. Il a été suivi d'une trentaine de recueils de poèmes et livres d’artiste,, de traductions de l'anglais et de l'espagnol, notamment des poètes John F. Deane (Irlande), Susan Wicks(Angleterre), Alex Skovron (Australie), Toh Hsien Min (Singapour) et Néstor Ulloa (Honduras), ainsi que de recueils de haïkus en 2019 et 2020.
Jacques Rancourt a été responsable du prix littéraire France-Québec de 1996 à 2005. Il a aussi dirigé de 1983 à 2014 le Festival franco-anglais de poésie et la revue La Traductière : un festival et une revue centrés sur la traduction réciproque entre poètes et la publication de traductions multiples de poèmes, mettant également  à contribution des artistes de plusieurs disciplines, et dont les archives ont été déposées à la Bibliothèque de l'Arsenal en 2016 et constituent le fonds « Ms-15891 Jacques Rancourt. Festival franco-anglais de poésie et La Traductière »,,.
Dans le cadre du Festival  franco-anglais de poésie, l'auteur a organisé plusieurs expositions internationales de poésie et art visuel, dont en 2007 Sculpture sur prose, présentée en France, Angleterre, Roumanie, Australie, Nouvelle-Calédonie et au Canada, notamment au Festival Frye. Ses haïkus, accompagnés de photographies réalisées par lui-même, ont également fait l'objet de quelques expositions à Paris.
Traduite dans une dizaine de langues, sa poésie lui a valu le prix de la Francophonie d'Agen en 2002 ainsi que le prix européen de poésie Dante 2018.
Dans le domaine linguistique, Jacques Rancourt a publié début 2023 aux éditions Armand Colin La traversée des langues – Essai sur le fonctionnement des langues à travers le monde.

## Œuvres

### Poésie
- La journée est bien partie pour durer , RmqS, Méry-sur-Oise, Éditions Saint-Germain-des-Prés, 1974.
- L’eau bascule , RmqS, Méry-sur-Oise, 1974.
- Le Pont verbal, Paris, Éditions Saint-Germain-des-Prés, 1980.  (ISBN 2243011069)
- Les Choses sensibles : choix de poèmes, 1974-1988, Montréal, L'Hexagone, 1989.  (ISBN 2890063496)
- La Condition terrestre, Éditions La Bartavelle, 1995,  (ISBN 978-2-87744-265-7)
- La nuit des millepertuis : poèmes, Laval, Trois, Pantin, Le Temps des cerises, 2002.  (ISBN 2-84109-346-8)
- L’Instant prodigue , Éditions l’Arbre à paroles, coll. « le buisson ardent », 2003. (ISBN 2-89516-034-1 et 2-84109-346-8)
- La pluie des pluies, Éditions Le pré Carré, 2005.
- Veilleur sans sommeil : choix de poèmes, 1974-2008, préface d'Henri Meschonnic, Montréal, Éditions du Noroît, Pantin, Le Temps des cerises, 2010185 p.  (ISBN 978-2-915773-06-4)
- Paysages et personnages, Montréal, Éditions du Noroît, 2012, 104 p.  (ISBN 9782890187580)
- Quarante-sept stations pour une ville dévastée, Montréal, Éditions du Noroît, 2014, 49 p.  (ISBN 9782890189096)
- Ailleurs est partout chez lui, haïkus, préface de Zéno Bianu avec encres de Marie Falize, Montélimar, Voix d'encre, 2020.

### Livres d'artiste
- Le soir avec les autres (sept poèmes avec gravures sur bois d'Alix Haxthausen, G.D., 1978)
- Neiges (recueil collectif avec les poètes Jean Breton, Serge Brindeau, Jean Orizet et Henri Rode, et gravures sur bois d'Alix Haxthausen, G.D., 1980)
- Les quinze apôtres (livre-objet, avec frontispice de Michel Mousseau, 1989)
- L'eau (H.C. livre-objet avec emboîtage bois et sept lavis d'Yves-Marie Heude, 1994)
- Les Trente Apôtres (livre-objet, avec dessin de Michel Mousseau, 1994
- Gravitations (avec encres de Michèle Dadolle et traductions anglaises de John. F. Deane, Paris, Signum, 2001)
- Comme un huart (poème avec dessins d'Atsuko Ishii, Paris, Transignum/Daniel Leuwers, 2004)
- Savoirs (deux poèmes avec dessins-collages de Claudie Laks, Daniel Leuwers, coll. Éventails, 2005)
- Cicatrice (poème avec cinq collogravures d'Irène Scheinmann et traductions anglaises de Jan Owen, Paris, Transignum, coll. 5/5, 2005)
- Un amour isocèle (trois poèmes avec gravures d'Atsuko Ishii, Gerpinnes, Belgique, éditions Tandem, 2005)
- Les pièces du paysage (sept poèmes avec dessins et collages de Sarah Wiame et traductions anglaises de Sarah Wicks, Paris, Céphéides, 2006)
- Partantes / Portraits of Geisha (livre unique sous coffret bois, quatre poèmes avec eaux-fortes de Jinran Kim, Paris-Berlin, 2006)
- Sculptures sur prose (neuf poèmes avec dessins de Wanda Mihuleac et traductions anglaises de Jan Owen, Transignum, 2007)
- Parbleu (poème avec acrylique d'Erolf Totort, Transignum, 2008)
- Ollioules (poème avec encres et couleurs de Chan Ky-Yut et traduction anglaise de John F. Deane, Paris-Ottawa, janvier 2009)
- Sans partir du début (poème avec œuvres graphiques de Wanda Mihuleac, Transignum, 2010)
- Suite en rouge mineur[11] (poèmes avec illustrations de Wanda Mihuleac et traductions anglaises de John F. Deane, Transignum, 2017)
- Au sortir de l'eau (coffret cartes postales, haïkus et photographies de l'auteur, Transignum, 2019)
- La vie au sol (recueil-catalogue de l'exposition du même nom, haïkus et photographies de l'auteur avec préface de Christian Noorbergen[12], Transignum, 2019)

### Traductions
- La Brèche - Break-Through, édition bilingue, poèmes de Lindy Henny, Éditions SGDP, 1981
- L’Ombre du photographe, édition bilingue, choix de poèmes du poète irlandais John F. Deane, Vénissieux, 1996)
- Portrait d'une feuille comme oiseau / Portrait of a Leaf as Bird de Susan Wicks, avec dessins et collages de Sarah Wiame, Paris, Céphéides, 2007
- Attitudes of Prayer de Fiona Sampson, avec œuvres graphiques et traduction japonaise de Tadashi Mamada, Treansignum, 2008
- The Attick d'Alex Skovron, édition bilingue, PEN Melbourne, 2013
- Le musée du temps d'Amir Or, en collaboration avec Aurélia Lassaque, Paris, L'Amandier, 2013
- Le train [電車 – densha], poème de Shizue Ogawa, avec traduction anglaise de Soraya Umewaka, Paris, Transignum, 2016
- Dans quel sens tombent les feuilles, choix de poèmes de Toh Hsien Min, édition bilingue anglais-français, Paris, Caractères, 2016
- Les miroirs de Carlos de Néstor Ulloa, traduction de Los Espejos de Carlos, Paris, éditions de La Traductière, 2018
- Recueils de l'auteur : The Distribution of Bodies, choix de poèmes avec traductions par John F. Deane, Éditions Dedalus Press, 1995 ; Paysajes y personajes, édition bilingue du recueil Paysages et personnages, traduction Marta Miranda, Buenos Aires, éd. Leviatán, 2020

### Essais
- « Livre II, Québec » in La poésie contemporaine de langue française (sous la direction de Serge Brindeau, Paris, SGDP, 1973)
- Poètes et poèmes contemporains : Afrique-Antilles (Paris, ACCT-SGDP, 1980)  (ISBN 2-243-01513-7)
- « La littérature québécoise du XXe siècle » et « La littérature négro-africaine de langue française » in Histoire littéraire de la France, tome XII (Paris, Editions sociales, 1980)
- La traversée du paysage, essai sur la poésie de Maryline Desbiolles (Victoria, Australian Journal of French Studies / Nice, Grégoire Gardette éditeur, 1997)
- « De la traduction à la traduction de poésie » (Montréal, revue Liberté, février 1993)
- « The Ethical Dimension of Translation » (Melbourne, revue Etchings n° 6, 2009)
- Trait d'union, anomalies et caetera (dir., Paris, Climats, 1991)
- « Le poète et sa langue » (Montréal, revue Liberté, n° 292, juin 2011)
- La traversée des langues – Essai sur le fonctionnement des langues à travers le monde (Paris, Armand Colin, 2023)  (ISBN 978-2-200-63492-6)

### Anthologies
- Poésie du Québec dans la collection Poésie I , anthologie en trois volumes, nos 35, 36 [1974] et 96-98 [1982].
- La Poésie érotique du 20e siècle, France, Éditions La Pibole-J. Gouézec, 1980, 169 p.  (ISBN 2864170132)
- French Poets of Paris, anthologie, The Chariton Review, Truman State University, 1996.
- Figures d'Haïti : 35 poètes pour notre temps, Trois-Rivières, Écrits des Forges, Pantin, Le Temps des cerises, 2005, 160 p.  (ISBN 2-84109-537-1)
- Antilles-Guyane, anthologie de la poésie antillaise et guyanaise de langue française, Éditions Le Temps des Cerises, 2006  (ISBN 2841095681)

### Expositions
- Autour de Jacques Rancourt (encres de chine de Michel Madore sur les poèmes de l'auteur à la Maison des poètes et des écrivains de Saint-Malo, juin 2008)
- 24 poèmes (exposition organisée depuis Bucarest par l'artiste et promoteur artistique Mircea Bochis : œuvres de trente artistes de quinze pays différents sur des textes de Jacques Rancourt, présentée à Paris à la bibliothèque Gaston-Miron de l'université Paris III (mars 2014)[13], à la Maison des Étudiants canadiens (mars 2015) et à la Maison de la poésie de Namur (octobre 2015)
- La vie au sol (exposition de haïkus et photographies de l'auteur, en novembre 2018 à la galerie Caractères, à Paris, et en nouvelles versions en novembre 2019 à la bibliothèque Gaston-Miron[14] de l'université Paris III et en 2021 à l'hôtel Marignan en octobre-novembre 2021)

## Prix et honneurs
- 2002 - Récipiendaire : Prix de la Francophonie d'Agen
- 2018 - Récipiendaire : Prix européen de poésie Dante[10].